# کوشچیلنا گورا
کوشچیلنا گورا (به لهستانی:  Kościelna Góra) یک روستا در لهستان است که در گمینا نووا سوخا واقع شده‌است.